# Clive Francis
Clive Francis (Eastbourne, 26 de junio de 1946) es un actor inglés de cine, televisión y teatro.

## Primeros años
Hijo de los actores Raymond Francis y Margaret Towner, nació en Eastbourne (Sussex).
Su padre interpretó al jefe superintendente del departamento de detectives, Tom Lockhart, en la serie de televisión inglesa de la década de los sesenta No Hiding Place. Su madre interpretó a Jira, la amiga de Darth Vader, en Star Wars: Episode I - The Phantom Menace en 1999.

## Carrera
Clive Francis comenzó su carrera como actor a los dieciséis años y ha trabajado sobre las tablas, la radio, la televisión y en menor medida, en el cine.
También es un destacado caricaturista y ha realizado varias exposiciones. Sus caricaturas han aparecido en las portadas de los libros escritos por el actor Alec Guinness y en una biografía de John Gielgud y ha tenido varios libros de sus caricaturas publicadas, incluyendo There Is Nothing Like a Dane (Hamlet) y There Is Nothing Like a Thane (Macbeth).

### Películas
Francis interpretó el papel de Joe The Lodger en La naranja mecánica de Stanley Kubrick (1971). Sus otras películas incluyen Inspector Clouseau, el rey del peligro (1968), Girl Stroke Boy (1971) y Villain (1971) con Richard Burton.

### Televisión
Su primera aparición en televisión fue en la serie de televisión de 1966 David Copperfield, basada en la novela homónima  de Charles Dickens.
Francis considera su papel como Mr. Sloane en la producción de ITV Playhouse El realquilado, en 1968, como su primer trabajo importante en televisión, apareciendo junto a Shelia Hancock y Edward Woodward. Afirma en su página web que la obra fue grabada tan sólo una semana después de que el autor, Joe Orton, fuera asesinado.
Francis interpretó el papel de Willoughby en la producción de la BBC de 1971 Sense and Sensibility. En la adaptación de la BBC de 1975, dio vida al personaje de Francis Poldark. Francis realizó una interpretación creíble de este profundo personaje.
Siguió los pasos de su padre al recrear en televisión la serie de televisión Scotland Yard cuando en 1974 interpretó al sargento Dexter en New Scotland Yard.
En la adaptación de 1976 para televisión de George Bernard Shaw, César y Cleopatra, interpretó a Apollodorus.
En 1981, interpretó al oficial romano y espía imperial de Attio en la miniserie de la ABC Masada.
En 1984, interpretó el papel protagonista en un episodio de la serie Sherlock Holmes.
Clives Francis ha trabajado en otra docena más de programas de televisión, incluyendo Sí ministro.

### Teatro
Su primer trabajo como actor en los Teatros del West End fue en la obra There's A Girl In My Soup, junto a Donald Sinden.
En diciembre de 2007, actuó en un montaje teatral de A Christmas Carol de Charles Dickens.
En febrero de 2015 interpretó el papel de Frank Doel en la producción 84, Charing Cross Road.

## Vida personal
Francis está casado con la actriz Natalie Ogle; tienen dos hijos.

## Filmografía selecta
- Inspector Clouseau, el rey del peligro (1968)
- The Man Who Had Power Over Women (1970)
- Girl Stroke Boy (1971)
- Villain (1971)
- La naranja mecánica (1971)
- Pierrepoint (2005)